# Zbigniew Skowroński (aktor)

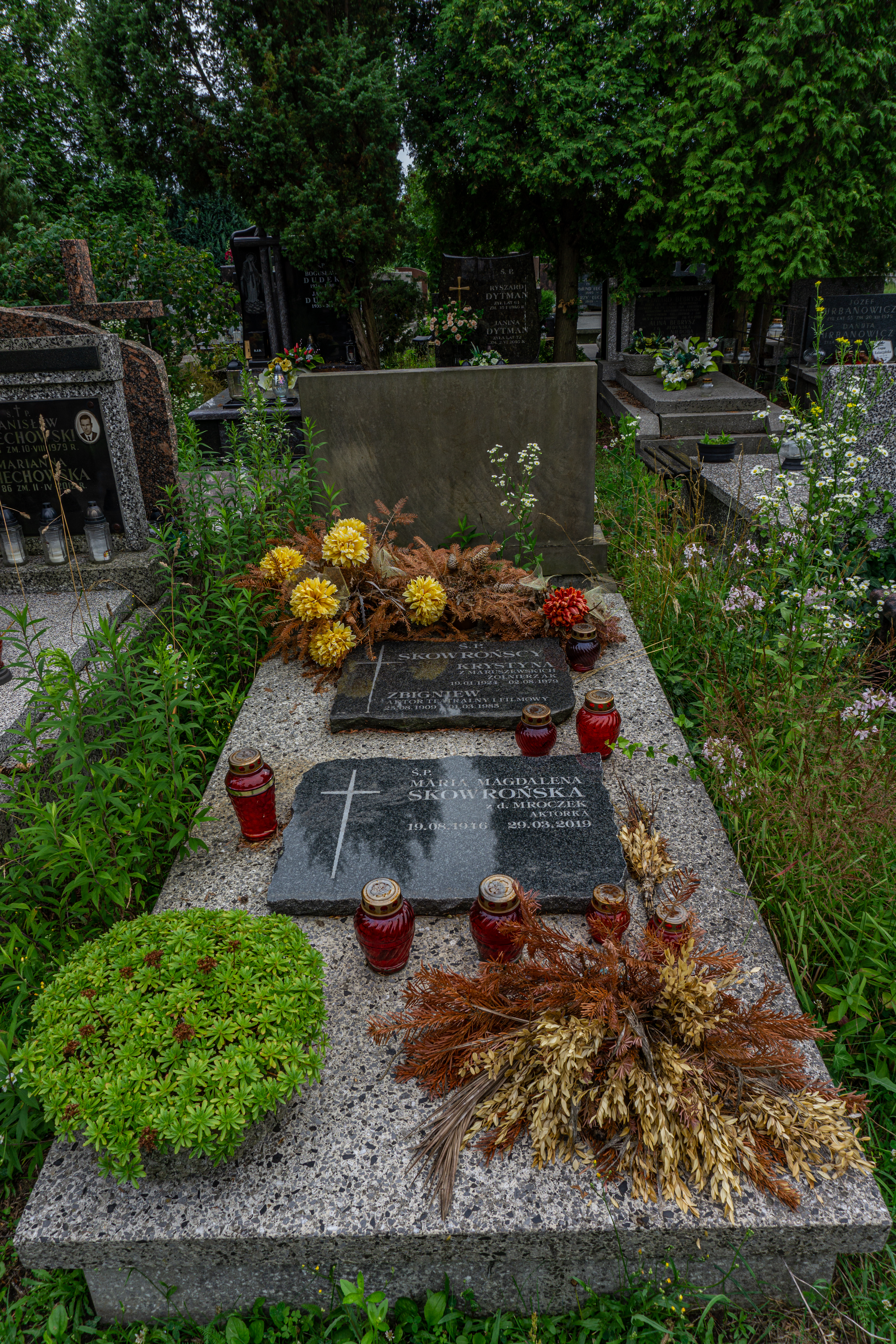
Grób Zbigniewa Skowrońskiego na cmentarzu Komunalnym Północnym w Warszawie

Zbigniew Skowroński (ur. 25 sierpnia 1909 w Skarżysku-Kamiennej, zm. 1 marca 1985 w Warszawie) – polski aktor.

## Życiorys
Przed II wojną światową pracował jako nauczyciel języka polskiego w Wilnie i we Francji. Z aktorstwem związał się dopiero w czasie wojny, grając w latach 1940–41 w teatrach Wilna. W 1949 ukończył studia na Wydziale Reżyserii Teatrów Ochotniczych PWST w Łodzi. Od 1946 był kolejno aktorem teatrów:
- 1946–47: Teatr Wojska Polskiego oraz Teatr Powszechny w Łodzi
- 1947–48: Teatr Nowy w Warszawie
- 1948–49: ponownie Teatr Powszechny w Łodzi
- 1949–53: teatry we Wrocławiu
- 1953–57: ponownie Teatr im. Stefana Jaracza w Łodzi
- 1957–58: ponownie Teatr Powszechny w Łodzi
- 1958–59: Teatr Komedia w Warszawie
- 1959–62: Teatr Ziemi Mazowieckiej w Warszawie
- 1962–66: Teatr Dramatyczny w Warszawie
- 1966–76: ponownie Teatr Nowy w Warszawie (w latach 1966–74 działał także pod nazwą Teatr Ludowy)

Na ekranie debiutował epizodyczną rolą w pierwszym powojennym polskim filmie Zakazane piosenki (1946) Leonarda Buczkowskiego. Zagrał w sumie kilkadziesiąt filmowych ról drugoplanowych i epizodów; pojawił się także w kilku serialach telewizyjnych. W 1976 przeszedł na emeryturę, jednak jeszcze do 1980 występował gościnnie na teatralnej scenie jak i na ekranie.
Spoczywa na Cmentarzu Komunalnym Północnym w Warszawie (kw. W-III-4-7-5).

## Filmografia
Filmy:
- Zakazane piosenki (1946)
- Ostatni etap (1947) jako gestapowiec tłumaczący rozmowę Eugenii z szefem gestapo
- Stalowe serca (1948) jako wartownik
- Ślepy tor (1948; inny tytuł – Powrót) jako Antek
- Czarci żleb (1949) jako kucharz Felek
- Dom na pustkowiu (1949) jako towarzysz Jan
- Załoga (1951) jako kapitan Jan Michalski, komendant Daru Pomorza
- Młodość Chopina (1951) jako rzemieślnik
- Żołnierz zwycięstwa (1953) jako żołnierz
- Sprawa do załatwienia (1953) jako robotnik na budowie
- Celuloza (1953) jako Roman Korbal
- Pod gwiazdą frygijską (1954) jako poseł Roman Korbal
- Autobus odjeżdża 6.20 (1954) jako Froncek, uczestnik narady hutników
- Zemsta (1956)
- Cień (1956) jako bojownik organizacji podziemnej
- Ewa chce spać (1957) jako robotnik drogowy
- Król Maciuś I (1957) jako Bum-drum, król kraju ludożerców
- Dwoje z wielkiej rzeki (1958) jako szyper Capok
- Popiół i diament (1958) jako Słomka, dyrektor hotelu Monopol
- Krzyżacy (1960) jako Tolima, sługa Juranda ze Spychowa
- Świadectwo urodzenia (1961) jako mężczyzna na ulicy (w noweli List z obozu)
- Lenin w Polsce (1966) jako Matyszczuk, żandarm w Poroninie
- Lekarstwo na miłość (1966) jako strażnik w banku
- Piekło i niebo (1966) jako barman w marzeniu Piotrusia
- Poszukiwany, poszukiwana (1972) jako właściciel psa Alexa
- Mała sprawa (1975) jako robotnik
- Wśród nocnej ciszy (1978) jako kelner
- Kontrakt (1980)

Seriale telewizyjne:
- Barbara i Jan (1964) jako emerytowany sierżant-saper, znajomy Kurka (w odc. 3.)
- Podziemny front (1965) jako barman w knajpie (w odc. 2.)
- Do przerwy 0:1 (1969) jako magazynier Bieniek (w odc. 2.)
- Stawiam na Tolka Banana (1973) jako Feluś, znajomy „Aksamitnego Heńka” (w odc. 4.)
- Szaleństwo Majki Skowron (1976) jako kompan Bendka (w odc. 8.)
- Czterdziestolatek (1974–77) jako szatniarz w szpitalu (w odc. 21.)